# Munkholmbroen
Munkholmbroen (deutsch Munkholm-Brücke) ist eine zweispurige Straßenbrücke, die auf der dänischen Insel Seeland über den Tempelkrog im Isefjord führt und den Südosten Holbæks mit der Halbinsel Hornsherred und der Lejre Kommune verbindet. Aus drei weißen Stahlbögen besteht der Überbau der Eisenbetonbrücke, die 1952 nach Plänen von Dänemarks führendem Brückenbauer Anker Engelund fertiggestellt wurde. Zur 114 Meter langen Brücke führen zwei Dämme, die eine Länge von 140 Meter (von Holbæk über die Landzunge Munkholm) bzw. 35 Meter (im Osten vom Ort Langtved) haben. In der Ausführung wurde auf ein Klappsegment verzichtet, wodurch der zu vernachlässigenden Schifffahrt südlich des Bauwerks lediglich eine Durchfahrtshöhe von 3,45 Metern zur Verfügung steht.

## Geschichte
Die Wirtschaftskrise Mitte der 1930er Jahre veranlasste den Stadtrat von Holbæk und das Holbæk Amt zum Bau einer Brücke, um die Arbeitslosigkeit in der Region zu senken. Das 1937 genehmigte Projekt geriet zunächst in Kritik, da Bedenken seitens von Naturschützern bestanden, die eine seltene Schmetterlingsart auf der Landzunge Munkholm gefährdet sahen. Zudem befürchteten Händler aus Roskilde den Verlust an Kunden aus dem Hinterland an Holbæk. Trotz Widerstands aber mit Unterstützung des Ministeriums für öffentliche Arbeiten, dem heutigen Transportministerium, begann das Bauunternehmen Christiani & Nielsen mit den Arbeiten, die jedoch bald ins Stocken gerieten. Wegen des weichen Untergrunds fanden die zu kurzen Betonpfeiler keinen festen Halt im Fjord, woraufhin das Unternehmen von seinem Vertrag entbunden wurde. Der Ausbruch des Zweiten Weltkriegs und der daraus resultierende Stahlmangel führten 1943 zum endgültigen Einstellen der Arbeiten.
Nach dem Krieg legte Anker Engelund 1947 einen neuen Entwurf vor, der vier Jahre später zum Bau der heutigen Brücke führte. Nach einem Jahr Bauzeit wurde das Bauwerk am 4. Juni 1952 vom Minister für öffentliche Arbeiten Jørgen Jørgensen feierlich eingeweiht. An den Baukosten beteiligten sich zu einem Viertel das Holbæk Amt und zu drei Viertel der staatliche Vejfonden.